# Gruppo Lagardère
Lagardère SCA è un gruppo internazionale francese con attività in più di 40 paesi con sede nel XVI arrondissement di Parigi. Creato nel 1992 come Matra, Hachette & Lagardère, copriva una volta un'ampia gamma di settori tra cui anche le attività aeronautiche e di armamenti da guerra di Matra alla base della fondazione del Gruppo. Guidato da Arnaud Lagardère, il figlio del fondatore Jean-Luc scomparso nel 2003, è stato focalizzato su due divisioni prioritarie rispetto alle quattro di un tempo: Lagardère Publishing e Lagardère Travel Retail. Queste due divisioni sono ciascuna tra i leader mondiali nelle rispettive attività. Lagardère Publishing comprende l'importante marchio Hachette Livre. L'unità Lagardère Travel Retail comprende negozi al dettaglio, principalmente negli aeroporti e nelle stazioni ferroviarie. Il perimetro di business del Gruppo comprende anche “Altre attività”, principalmente Lagardère News (i giornali Paris Match e Le Journal du Dimanche, le radio Europe 1, Virgin Radio, RFM e la licenza del marchio Elle) insieme a Lagardère Live Entertainment.
Fino al 2013 Lagardère era in possesso di una quota della società EADS (European Aeronautic Defence and Space company). Nel dicembre 2011, Qatar Investment Authority, sussidiaria dei fondi sovrani dell’emirato del Qatar, è diventato il principale azionista del gruppo Lagardère per poi essere superato nel 2019 dal fondo attivista Amber Capital, fondato dal francese Joseph Oughourlian, critico nei confronti della gestione. In difesa di Arnaud Lagardère, nell'aprile 2020 è sceso in campo, su sollecitazione di Nicolas Sarkozy, Vincent Bolloré, patron di Vivendi. Una tregua durata poco perché Bolloré si è alleato con Amber (insieme hanno quasi il 44% del gruppo) nel chiedere un'assemblea straordinaria. Ecco allora intervenire in difesa di Lagardère un altro nome importante della finanza francese, Bernard Arnault, patron del gruppo del lusso Lvmh, che ha rilevato il 27% del capitale. Nel settembre 2021, Vivendi,azionista di maggioranza, propone di lanciare un'OPA entro la fine dell'anno 2021.

## Storia
La società Matra (Mécanique Aviation TRAction), creata nel 1941, di cui Jean-Luc Lagardère sarà nominato direttore generale a partire dal 1963 è all’origine di vari sviluppi tecnologici. Nel 1990, Matra Espace e la divisione aerospaziale di Gec Marconi si uniscono per creare Matra Marconi Space, la prima società spaziale europea. Matra haute Technologies si inserisce nelle attività aerospaziali e diviene ufficialmente Aérospatiale Matra l’11 giugno 1999. EADS (Società europea dell’aeronautica, della difesa e dello spazio) nasce il 10 luglio 2000 dalla fusione di Aérospatiale Matra, Aeronauticas e DaimlerChrysler Aerospace e lancia ufficialmente il programma A380 lo stesso anno.
Lagardère controllava parte della Società EADS, con una quota del 15% ridotta poi al 7,5%, attraverso la holding SOGEADE, costituita con lo Stato Francese. Questa partecipazione venne ceduta nell’aprile 2013 per 2,28 miliardi di euro.
L’acquisizione nel 1826 della libreria parigina Brédif da parte di Louis Hachette costituisce il punto di partenza di un grande Gruppo di Stampa. Hachette è produttrice di riviste consacrate alla distrazione del grande pubblico e partecipa anche alla pubblicazione del Dizionario della Lingua francese del suo amico Littré a partire dal 1863. Nel 1953, Hachette lancia con Henri Filipacchi, il libro tascabile, ancora oggi leader nel suo mercato. La Società viene acquistata da Matra (associata a Ténot & Filipacchi) nel 1980.
Dopo il progressivo decentramento delle attività verso il settore della comunicazione, operato a partire dagli anni ottanta, Matra divenuto Lagardère ha subito numerosi fallimenti nella sua storia. Durante l'emergenza delle radio libere all'inizio degli anni ottanta, la stazione Europe 1 controllata da Jean-Luc Lagardère al tempo seconda radio di Francia dopo RTL, assiste progressivamente al precipitare dell'audience, in parte a beneficio delle nuove stazioni FM tra cui NRJ.
Il Gruppo conosce i suoi maggiori successi all'estero con l'acquisizione delle enciclopedie Grolier negli USA nel 1988.
A metà degli anni ottanta, Jean-Luc Lagardère, attraverso Hachette, rivolge la sua attenzione verso la televisione. Nel 1987, Lagardère vedrà la prima catena nazionale di Francia, TF1, essere attribuita al suo concorrente, il gruppo Bouygues. Tre anni più tardi, Lagardère tenta nuovamente di rientrare nella corsa prendendo il controllo de La Cinq a partire dal 1990. Ma in meno di due anni, per la prima volta nella storia della televisione francese, una catena nazionale fallisce interrompendo definitivamente la programmazione, il 12 aprile 1992. Dopo un anno di profonde ristrutturazioni, nascono le società Matra Hachette e Lagardère Groupe.
Hachette Livre lancia nel 1994 la prima enciclopedia multimediale, Axis, che gli permetterà di avere una posizione dominante nel settore. Nel 1998 nasce Hachette Multimédia, dalla fusione tra i poli multimediali di Hachette Livre e Grolier Interactive. Grazie all'acquisizione della prima catena di edicole USC in Canada nel 1995, Hachette diventa il terzo operatore nel settore del commercio al dettaglio di stampa. Lo stesso anno, Hachette Livre acquisisce il gruppo Hatier. Nel 2000, Hachette Distribution Services crea il marchio internazionale di vendita di prodotti stampa nelle aree di trasporto, Relay. Lo stesso anno, i gruppo Lagardère e Canal+ si lanciano nel mondo della TV digitale. Nel 2001, Lagardère acquisisce il marchio Virgin Stores ed i punti vendita Virgin Megastores in Francia. Hachette Filipacchi Médias prosegue il suo sviluppo acquisendo una partecipazione del 42% nel Gruppo Marie Claire.
Alla morte di Jean-Luc Lagardère il 14 marzo 2003, il figlio Arnaud Lagardère viene nominato Partner generale del Gruppo. Nello stesso anno, Lagardère cede l’intera partecipazione in Renault così come le sue attività di ingegneria automobilistica. Nel 2004, il gruppo acquisisce il 40% di Editis (ex-Vivendi Universal Publishing).
Nel 2005, in partnership con il gruppo pubblico France Télévision, Lagardère approfitta dello sviluppo della TNT per lanciare il canale Gulli, primo canale nazionale gratuito principalmente destinato alla gioventù.
Nel 2006, Arnaud Lagardère crea Lagardère Sports, nuovo ramo del Gruppo specializzato nell’economia dello sport e dei diritti sportivi. Lagardère diviene anche il nuovo concessionario dei siti sportivi e di turismo della Croix-Catelan et della Rue Eblé per un periodo di 20 anni.
Il 28 marzo 2011, Lagardère firma il contratto di vendita delle sue attività legate alle riviste (102 in totale) a Hearst Corporation, per 651 milioni di euro. L’operazione prevede un accordo quadro di licenza per il marchio ELLE nei 15 paesi interessati dal trasferimento, in cambio del quale il Gruppo riceverà una quota annuale. Lagardère conserva la piena proprietà delle attività relative alle riviste in Francia e del marchio commerciale ELLE nel mondo intero. In alcuni paesi, la realizzazione dell’operazione è sottomessa all’approvazione del partner locale, o ancora all’approvazione di alcune autorità regolamentari o dalla concorrenza.
L’8 luglio 2015, Lagardère Services cambia nome in Lagardère Travel Retail.
Nell’agosto 2015, Lagardère acquisisce per 530 milioni di dollari Paradies, un’impresa americana di distribuzione negli aeroporti, rinforzando la sua filiale Lagardère Travel Retail.
Il 15 settembre 2015, Lagardère annuncia il cambiamento del nome di Lagardère Unlimited, uno dei quattro rami del gruppo Lagardère, che diventa Lagardère Sports and Entertainment. Il 17 settembre 2015, Lagardère Entertainment, filiale di Lagardère Active, specializzata nella produzione audiovisiva, diviene Lagardère Studios.

## Attività

### I rami del gruppo Lagardère
- Lagardère Publishing: Terzo editore di libri per il grande pubblico e di libri d'istruzione in tutto il mondo (primo francese, secondo inglese, terzo spagnolo e quarto americano), Lagardère Publishing è una federazione di case editrici unite da regole di gestione comune, uno sforzo coordinato in materia di sviluppo digitale e un coordinamento strategico davanti alla concorrenza. Esso comprende i marchi di Hachette Livre offrendo ogni anno più di quindicimila nuovi prodotti nei settori della letteratura generale, dell'istruzione, della gioventù, dei libri illustrati, dizionari ed enciclopedie, ai quali si aggiunge l’edizione di fascicoli, venduti in edicola.
- Lagardère Travel Retail: Presente in oltre 30 paesi in Europa, Nord America e Asia-Pacifico, Lagardère Travel Retail è un leader mondiale nel Travel Retail. In più di 200 aeroporti e oltre 700 stazioni, Lagardère Travel Retail anima oltre 4000 punti vendita di prodotti culturali per il tempo libero, servizi di prossimità, beni di lusso e duty free, concept specializzati e fast food.
- Lagardère Active: Attore francese di maggior rilevanza nel mondo dei media, Lagardère Active è organizzato in sei aree principali: pubblicazione di riviste (Elle, Paris Match, Le Journal du Dimanche..), radio con i marchi generalisti (Europa 1) e musicali (Virgin Radio, RFM..), la TV sul digitale terrestre in chiaro (Gulli) e a pagamento (Canal J, TiJi), la produzione audiovisiva (GMT Productions, Image & Compagnie..), digitale via web (Doctissimo.fr..) cellulari e tablet, e la pubblicità.
- Lagardère Sports and Entertainment: Lagardère Sports and Entertainment riunisce sei attività complementari nel settore delle sport e dell’intrattenimento: la rappresentazione di talenti, la gestione di accademie e di club sportivi di alto livello, l'organizzazione e la gestione di eventi, la produzione di contenuti e la gestione dei diritti media, la commercializzazione dei diritti marketing e il supporto del marchio, e la consulenza in gestione operativa degli stadi e delle sale polifunzionali.

## Organizzazione
1) Lagardère Publishing
- Hachette Livre

2) Lagardère Travel Retail
- Relay, Virgin, Payot, Furet du Nord.

3) Lagardère Active
- Europe 1, Virgin Radio, Virgin 17, Hachette Filipacchi Médias, MCM, RFM, .

4) Lagardère Sports and Entertainment
- Action solidaire: sport et culture
  - Fondation Jean-Luc Lagardère
  - Lagardère Paris Racing
  - TeamLagardère

5) European Aeronautic Defence and Space Company (7,5%)